# Pionosyllis gorringensis
Pionosyllis gorringensis är en ringmaskart som beskrevs av Hartmann-Schröder 1977. Pionosyllis gorringensis ingår i släktet Pionosyllis och familjen Syllidae. Inga underarter finns listade i Catalogue of Life.